# أزوما كونو
أزوما كونو هو سياسي ياباني، ولد في 17 ديسمبر 1947 في شيوغاما في اليابان، وتوفي في 24 أبريل 2013 في سنداي في اليابان. حزبياً، نشط في الحزب الديمقراطي الياباني. وقد انتخب عضو مجلس المستشارين ( – 4 ديسمبر 2012) وانتخب عضو مجلس النواب من اليابان.